# Rio Boroşeni
O Rio Boroşeni é um rio da Romênia afluente do Rio Şomuzul Mare, localizado no distrito de Suceava.